# Neoscopelus microchir
Neoscopelus microchir és una espècie de peix pertanyent a la família dels neoscopèlids.

## Descripció
- Pot arribar a fer 30,5 cm de llargària màxima.
- 12-13 radis tous a l'aleta dorsal i 11-13 a l'anal.
- El cap i els flancs són vermell fosc, la part inferior blanc platejat i les aletes rosades.[5][6][7]

## Reproducció
Assoleix la maduresa sexual en arribar als 12 cm de longitud.

## Hàbitat
És un peix marí i batipelàgic que viu entre 250 i 700 m de fondària als talussos continentals i insulars i entre les latituds 35°N-42S.

## Distribució geogràfica
Es troba a l'Atlàntic oriental (des del Marroc fins al Sàhara Occidental), l'Atlàntic occidental (des de l'estret de Florida fins a les illes Verges), l'Índic occidental (el mar d'Aràbia fins a aproximadament 28°S), el Pacífic occidental (des del sud del Japó fins al nord-est de Nova Zelanda), el mar de la Xina Meridional i el mar de la Xina Oriental.

## Observacions
És inofensiu per als humans.